# Buschrohrsänger
Der Buschrohrsänger (Acrocephalus dumetorum) ist ein monotypischer Singvogel aus der Gattung der Rohrsänger (Acrocephalus) und der Familie der Rohrsängerartigen (Acrocephalidae).
Der Buschrohrsänger ist in Mitteleuropa eine sehr seltene Ausnahmeerscheinung. Sein Brutgebiet erstreckt sich vom südlichen Finnland und dem Baltikum nach Osten.

## Beschreibung
Der Buschrohrsänger ist etwa 11 bis 17 Zentimeter lang und hat eine Flügellänge von 5,8 bis 6,5 Zentimetern. Das Gewicht beträgt etwa 9 bis 15 Gramm. Der Buschrohrsänger ist optisch kaum vom Teich- oder Sumpfrohrsänger zu unterscheiden. Die Oberseite ist grau-braun, sein Unterseite olive-beige. Der etwas kräftigere und längere Schnabel hat eine diffuse, dunkle Unterschnabelspitze. Männchen und Weibchen haben die gleiche Färbung. Die kontrastlosen Schirmfedern sowie die kürzere Handschwingenprojektion sind weitere Unterscheidungsmerkmale. Als sicherstes Unterscheidungsmerkmal gilt jedoch der Gesang. Häufig nachts zu hören, imitiert er andere Vogelstimmen deutlich langsamer als der Sumpfrohrsänger. Häufig sind melodiöse Anteile enthalten.

## Lebensraum

Verbreitung des Buschrohrsängers:
Brutgebiete
Überwinterungsgebiete

Sein Verbreitungsgebiet reicht in der westlichsten Ausdehnung vom Süden Finnlands und dem Baltikum nach Osten. Im Nordosten Polens sowie ganz Belarus ist er anzutreffen. Die südliche Verbreitungsgrenze verläuft vom äußersten Norden der Ukraine über Russland, Kasachstan, Turkmenistan, Usbekistan, Iran und Tadschikistan bis Nepal, Sri Lanka und Afghanistan. Die Überwinterungsgebiete liegen in Indien.
Der Buschrohrsänger brütet in buschreicher Landschaft. Aber auch auf Lichtungen in Laubwäldern oder in flussnahen Gebüschen ist er anzutreffen. Schilfgebiete mit stehendem Wasser werden gemieden. Das Nest wird etwa in dichten Stauden gebaut.
In Deutschland konnte der Singvogel unter anderem im Drömling (2016) nachgewiesen werden.

## Fortpflanzung
Die Hauptbrutzeit des Buschrohrsängers ist Ende Mai bis August.

## Gefährdungssituation und Bestand
Die Art wird wegen des großen Verbreitungsgebietes von etwa 4.230.000 km² und der steigenden Bestände von 20 bis 50 Millionen adulten Individuen in der Roten Liste der IUCN als nicht gefährdet (Least Concern) eingestuft. Der europäische Brutbestand umfasst etwa 4.360.000 bis 9.560.000 adulte Individuen, macht also etwa ein Fünftel des Gesamtbestands aus. Es sind keine Bedrohungen bekannt.